# Saša Kump
Saša Kump, slovenski scenograf, oblikovalec lutk in lutkovni režiser, * 12. avgust 1924, Ljubljana, † 9. januar 1992, Kranj.
Študiral je na ljubljanski Akademiji za likovno umetnost. V letih 1951−1980 je bil scenograf in tehnični vodja Prešernovega gledališča Kranju v katerem je ustvaril preko 200 scenografij. Od leta 1960 je delal tudi kot scenograf, kostumograf in lutkovni mentor oziroma režiser pri slovenskih gledaliških skupinah na avstrijskem Koroškem, v letih 1965-1980 pa je vodil tudi kranjske  lutkarje.